# Руперт Френд
Руперт Френд (англ. Rupert Friend; нар. 1 жовтня 1981, Кембридж) — англійський кіноактор, режисер, сценарист і продюсер. Знаний за ролями у фільмах «Гордість і упередження» (2005), «Хлопчик у смугастій піжамі» (2008), «Молода Вікторія» (2009), «Хітмен: Агент 47» (2015), «Смерть Сталіна» (2017), «Ван Гог. На порозі вічності» (2018), серіалах «Батьківщина» (2012—2017), за роль у якому номінувався на премію «Еммі», та «Обі Ван-Кенобі» (2022).
З 2021 року співпрацює з режисером Весом Андерсоном, зігравши ролі у його фільмах «Французький вісник» (2021), «Лебідь» (2023), «Щуролов» (2023) і «Фінікійська схема» (2025).

## Біографія
Руперт Френд народився і виріс у селі Стоунсфілд, графство Оксфордшир. Навчався в школі Marlborough School у Вудстоку, але потім переїхав до Оксфорда, щоб вступити до престижної школи Cherwell School та коледж d'Overbroeck's College. Акторську освіту Френд здобув у Лондоні, в Академії драматичного мистецтва Веббера Дугласа, в якій свого часу навчалися такі актори, як Анджела Ленсбері, Х'ю Бонневілль та Наталі Дормер.
Спочатку Френд хотів стати археологом і подорожувати навколо світу, подивившись фільм Індіана Джонс і останній хрестовий похід. Але відмовився від ідеї, усвідомивши невигідність заняття. Натомість він звернувся до акторської майстерності, надихнувшись роботою Харрісона Форда та Марлона Брандо. Руперт дебютував у 2004 році, знявшись у картині «Розпутник». За роль у цьому фільмі він був номінований на здобуття премії British Independent Film Awards у категорії «Найперспективніший дебютант» і отримав нагороду Satellite Award як «Видатний новий талант». Після участі в кількох проєктах, де він в основному грав ролі другого плану, актор з'явився в таких помітних постановках як «Хлопчик у смугастій піжамі», «Шері» (разом з Мішель Пфайффер) та «Молода Вікторія» (з Емілі Блант).
У 2008 році з актором Томом Місоном зняв короткометражний фільм «Довга та сумна сага про братів-самогубців», для якого вони спільно створили сценарій, а також виконали головні ролі. У січні 2010 року Френд дебютував уже як театральний актор, зігравши роль Мітчелла у п'єсі Дугласа Картера Біна The Little Dog Laughed.
У 2010 році Френд поставив і спродюсував ще одну короткометражну стрічку під назвою Стів, для якої він вже самостійно написав сценарій. У фільмі знялися Колін Ферт, Кіра Найтлі та Том Місон. Прем'єра картини відбулася у рамках Лондонського кінофестивалю.
З 2012 року почав працювати й на телебаченні, отримавши роль в американському серіалі «Батьківщина». За участь у серіалі Френда було номіновано на премію «Еммі».
У 2015 році можна було побачити актора у головній ролі у фільмі «Хітмен: Агент 47», кіноадаптації серії відеоігор Hitman. У 2017 році Френд виконав роль сина Йосипа Сталіна Василя у сатиричній комедії Армандо Іаннуччі «Смерть Сталіна».
У 2018 році вийшов фільм «Просте прохання», де Френд зіграв разом із Блейк Лайвлі та Анною Кендрік. Також у 2018 році в рамках офіційного конкурсу 75-го Венеціанського кінофестивалю відбулася прем'єра фільму «Ван Гог. На порозі вічності». Руперт Френд зіграв у картині брата Вінсента Ван Гога, Тео.
З 2021 року співпрацює з режисером Весом Андерсоном, зігравши ролі у його фільмах «Французький вісник» (2021), «Лебідь» (2023), «Щуролов» (2023) і «Фінікійська схема» (2025).

## Особисте життя
З 2005 року зустрічався з актрисою Кірою Найтлі, з якою познайомився на зйомках фільму «Гордість та упередження». Пара розлучилася у грудні 2010 року.
З 2013 у стосунках зі спортсменкою та акторкою Еймі Маллінз. Їхнє весілля відбулося 1 травня 2016 року.

## Фільмографія
- 2004 — Розпусник
- 2005 — Гордість і упередження
- 2005 — Містер Палфрі в Клермонті
- 2007 — Місяць і зірки
- 2007 — Останній легіон
- 2007 — Територія незайманості
- 2008 — Хлопчик у смугастій піжамі
- 2009 — Шері
- 2009 — Молода Вікторія
- 2011 — 5 днів серпня
- 2012—2017 — Батьківщина (телесеріал) — Пітер Квінн
- 2013 — Теорема Зеро
- 2015 — Хітмен: Агент 47 — агент 47
- 2017 — Смерть Сталіна / The Death of Stalin — Василь Сталін
- 2018 — Ван Гог. На порозі вічності / At Eternity's Gate — Тео ван Гог
- 2021 — Відокремлення / Separation
- 2021 — Французький вісник / The French Dispatch
- 2021 — Нескінченність / Infinite — Батерст
- 2021 — Волдо / Last Looks — Вільсон Сікорський
- 2023 — Місто астероїдів / Asteroid City
- 2023 — Лебідь / The Swan
- 2023 — Щуролов / The Rat Catcher
- 2024 — Код «Чорна канарка» / Canary Black
- 2025 — Компаньйон / Companion — Сергій
- 2025 — Фінікійська схема / The Phoenician Scheme — агент «Екскалібур»